# Moisés Andriassi
Moisés Emilio Andriassi Quintana (Texcoco, 1º marzo 2000) è un cestista messicano.

## Carriera

### Nazionale
Nel 2023 è stato convocato, con la nazionale messicana, per il Mondiale.